# Архіпелаг (національний парк)
60° пн. ш. 22° сх. д. / 60° пн. ш. 22° сх. д.
Національний парк Архіпелаг (фін. Saaristomeren kansallispuisto, швед. Skärgårdshavets nationalpark) — національний парк площею близько 500 км² поблизу південно-західного узбережжя Фінляндії, заснований в 1983 році. В 2007 році парк здобув сертифікат відповідності міжнародної організації Фонд PAN Parks. Парк є частиною міжнародного біосферного заповідника ЮНЕСКО.

## Загальна інформація
До складу парку входять декілька тисяч островів і скель, що відносяться до комун Корппоо, Науво та Драгсфіорд провінції Південно-Західна Фінляндія.
Постійне населення є тільки на найбільших островах, що мають постійний зв'язок з материком. Загальна кількість постійних жителів — близько 1000 чоловік. Влітку населення збільшується за рахунок дачників.

## Флора
Національний парк покритий здебільшого лісами, що складаються з ялини (Picea), ялиці (Abies) та берези (Betula). Зрідка зустрічаються дуб (Quercus), ясен (Fraxinus), осика (Populus tremula).
Найвіддаленіші від берега острови через сильний вітер і хвилі позбавлені деревної рослинності, з квіткових рослин тут зустрічаються Cochlearia officinalis, деякі види цибулі (Allium). На островах, складених з пісковику, зустрічаються очиток звичайний, а також Angelica, Isatis, Linaria, Festuca. Нерідкі лукові землі, на яких ростуть Geranium sanguineum, а також Ranunculus та дрібні види гвоздики (Dianthus).

## Фауна
На території парку мешкають 25 видів ссавців. З великих тварин можна відзначити лосів (Alces alces): здебільшого вони не живуть на території парку, а час від часу припливають на лісисті острови з материка. У прибережних водах живуть два види морських ссавців — кільчаста нерпа (Pusa hispida) та тев'як (Halichoerus grypus). На окремих островах ці тюлені утворюють численні гареми; дорослі самці досягають в довжину двох з половиною метрів, самки мають трохи менші розміри; дитинчата з'являються на початку весни. Є й інтродуковані тварини, — наприклад, американська норка (Mustela vison).
Орнітофауна парку складається з 132 видів; в період масового розмноження птахів частина парку закрита для відвідування. На узбережжях селяться гаги (Somateria), крячки (Sterna), крехі середні (Mergus serrator), турпани (Melanitta fusca), мартини чорнокрилі (Larus fuscus) та качки. У чагарнику гніздиться кропив'янка рябогруда (Sylvia nisoria). На скелях, утворюючи пташині базари, влаштовують гнізда гагарки (Alca torda), кайра (Uria) і чистуни (Cepphus). Серед птахів, що перебувають під загрозою зникнення, в парку можна зустріти каспійського крячка (Sterna caspia) та морську чорнь (Aythya marila). З хижих птахів в парку гніздиться орлан-білохвіст (Haliaeetus albicilla) — він харчується рибою, дрібними тваринами і падлом.
З ентомофауни варто відзначити рідкісного метелика мнемозина (Parnassius mnemosyne).
Підводний світ островів не надто багатий через те, що вода тут недостатньо солона для морських видів, але дуже солоною для прісноводних. В умовах відсутності істотної природної конкуренції в акваторії парку сильно розмножилися рачки балянуси (Balanus), що потрапили сюди з Північного моря.